# Laren (Noord-Holland)
Laren (Noord-Holland) (anhörenⓘ) ist eine Gemeinde in der niederländischen Provinz Nordholland. Sie hat 11.474 Einwohner (Stand 1. Januar 2025) auf einer Gesamtfläche von 12,41 km².

## Lage und Wirtschaft
Laren liegt in der waldreichen Region Het Gooi, nordöstlich von Hilversum.
Das ehemalige Bauern- und Schafhirtendorf ist Wohnsitz vieler oft wohlhabender Leute, die in Amsterdam und beim Fernsehen in Hilversum arbeiten. Für die Wirtschaft sind auch Kultur und Tourismus von Bedeutung. In Laren ist der Hauptsitz des Handelsunternehmens Blokker Holding.

## Geschichte
Das Gebiet Larens wurde schon in vorgeschichtlicher Zeit bewohnt, unter anderem von Trägern der Glockenbecherkultur.
Im Mittelalter entstand das heutige Dorf um einen „eng“ (Anger) wo das gemeinschaftliche Vieh gehalten wurde. Auch entstand die immer noch fortwährende Tradition einer Sankt-Johanniswallfahrt um den 24. Juni bei der Johannesbasilika (St. Jansbasiliek). Bis etwa 1880 war Laren ein ärmliches Bauerndorf, dessen Einwohner als Schafhirten oder Kleinbauern nur schwerlich über die Runden kamen.

## Laren als Künstlerkolonie

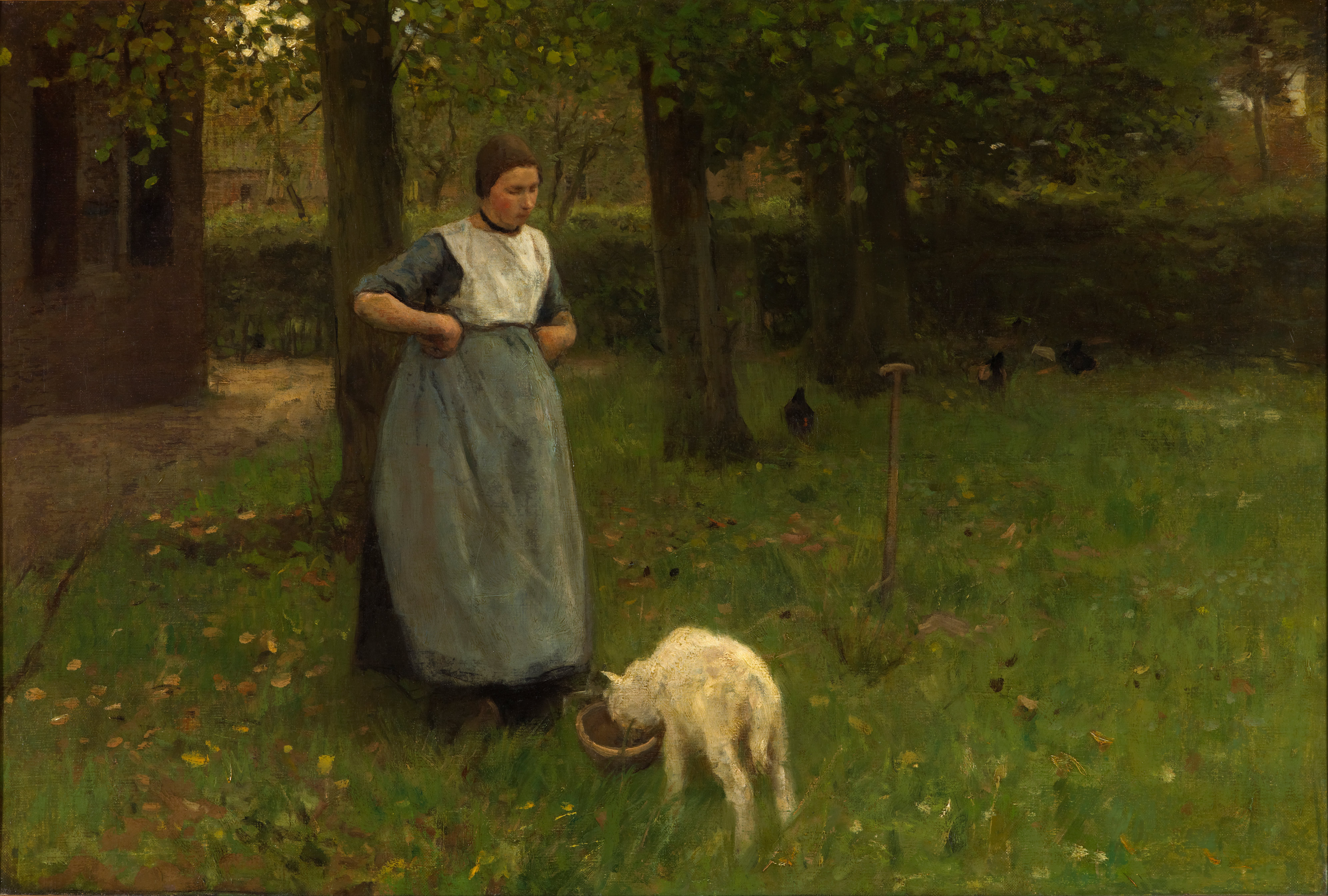
Anton Mauve: Frau aus Laren mit Lamm, 1885, Gemeentemuseum Den Haag.

Nach der sozialen Veränderung und der damit einhergehenden städtebaulichen Veränderung in Oosterbeek machten die Künstler der Oosterbeeker Schule sich auf die Suche nach einer neuen Wirkungsstätte. Der Ort Laren wurde von Jozef Israëls und von seinem Sohn entdeckt. Im Pulchri Studio wurde man durch seine Erzählungen und Bilder auf diesen Ort aufmerksam. Es folgten weitere Künstler wie u. a. Albert Neuhys, Anton Mauve, Jan Hendrik Weissenbruch, Willem Roelofs und Wally Moes. Aus Deutschland fand sich Max Liebermann ein. Der Stil ist dem der Haager Schule zuzurechnen. Hier wandte man sich der Landschaftsmalerei und dem Genre zu. Kunsthistorisch spricht man auch von der Larener Schule, weil sich hier ein nur für diese Gegend charakteristischer Stil entwickelt hatte, welcher gebunden war an die hier möglichen Bildgattungen.
Um 1898 fanden sich erneut junge Künstler ein, die der 2. Generation der Larener Schule zugeordnet werden. Ein Teil blieb der Haager Schule vom Stil her verbunden, wohingegen sich der andere Teil zur Moderne hin geöffnet hatte. Adrianus Johannes Zwart (gest. 1981) wird nach seinem Frühwerk als einer der letzten Vertreter der Haager bzw. Larener Schule angesehen, die damit ihr Ende fand.
Der US-amerikanische Kunstsammler und Maler William Henry Singer ließ sich 1901 in Laren nieder. Seine 1911 erbaute Villa wurde nach dem Willen der Witwe nach baulichen Veränderungen das spätere Singer Museum. Es wurde 1956 eröffnet und besitzt einen hohen Stellenwert in der niederländischen Museumskultur des Impressionismus und der Moderne. Hier finden neben der üblichen Ausstellungen noch Wechselausstellungen statt.

## Wandel in Laren
Die Erfindung des Autos ermöglichte es im 20. Jahrhundert den Reichen, und später auch den weniger Wohlhabenden,  einen alten Bauernhof mit Reetdach in Laren zu erwerben, diesen zu einer Villa umzubauen, und so jeden Tag von Laren aus zur Arbeit nach Amsterdam, Hilversum und anderen naheliegenden Städten zu pendeln.
1903 gründete Jacob van Rees die Humanitaire school (wörtlich: „humanitäre Schule“) in Laren. Die Schule war hauptsächlich für die Mitglieder der Organisation „Internationale Broederschap“ (wörtlich: „Internationale Brüderschaft“).

## Sehenswürdigkeiten
In Laren wurde 1956 das bedeutende Museum Singer Laren in der ehemaligen Villa des Malers und Sammlers William Henry Singer eröffnet. Es beherbergt niederländische und französische Gemälde, und andere der Larener Schule, aus dem 19. und 20. Jahrhundert. Das Museum hat auch einen Musiksaal und einen Skulpturengarten.
Der Ortskern Larens, mit dem Dorfplatz „Brink“ und eine aus dem 15. Jahrhundert stammende Dorfkirche. Die Umgebung, bestehend aus Wald und Heide, ist für Wanderungen und Radtouren geeignet.

## Politik

### Sitzverteilung im Gemeinderat
In Laren formt sich der Gemeinderat wie folgt:
| Partei               | Sitze | Sitze | Sitze | Sitze | Sitze | Sitze | Sitze | Sitze | Sitze | Sitze | Sitze |
| Partei               | 1982  | 1986  | 1990  | 1994  | 1998  | 2002  | 2006  | 2010  | 2014  | 2018  | 2022  |
| -------------------- | ----- | ----- | ----- | ----- | ----- | ----- | ----- | ----- | ----- | ----- | ----- |
| Larens Behoud a      | –     | –     | 2     | 3     | 2     | 4     | 5     | 4     | 5     | 6     | 4     |
| VVD                  | 6     | 6     | 4     | 5     | 5     | 5     | 4     | 5     | 3     | 3     | 4     |
| Liberaal Laren       | –     | –     | –     | –     | –     | –     | 1     | 2     | 2     | 4     | 2     |
| Groen Laren          | –     | –     | –     | –     | –     | –     | –     | –     | –     | –     | 2     |
| D66                  | –     | –     | 1     | 1     | 5     | 3     | 0     | 1     | 2     | 1     | 2     |
| PvdA                 | –     | –     | 2     | 1     | 5     | 3     | 2     | 1     | 1     | 0     | –     |
| GroenLinks           | –     | –     | 1     | 1     | 5     | 3     | 0     | –     | –     | 0     | –     |
| Groep Werkersakkoord | 2     | 2     | 2     | 1     | 5     | 3     | 0     | –     | –     | –     | –     |
| CDA                  | 3     | 4     | 3     | 3     | 3     | 3     | 3     | 2     | 2     | 1     | 1     |
| Laren 2000           | –     | –     | –     | –     | 0     | –     | –     | –     | –     | –     | –     |
| Progressief Laren    | 3     | 3     | –     | –     | –     | –     | –     | –     | –     | –     | –     |
| Dorpsbelang Laren    | 1     | –     | –     | –     | –     | –     | –     | –     | –     | –     | –     |
| Gesamt               | 15    | 15    | 15    | 15    | 15    | 15    | 15    | 15    | 15    | 15    | 15    |

Anmerkungen

### Bürgermeisterin
Seit dem 5. Juni 2025 ist Joan de Zwart-Bloch (D66) kommissarische Bürgermeisterin der Gemeinde. Zu ihrem College van B&W zählen die Beigeordneten Jan van Midden (VVD), Niels Rood (Larens Behoud), Flip de Groot (D66) sowie die Gemeindesekretärin Petra Zwanikken.

## Bilder

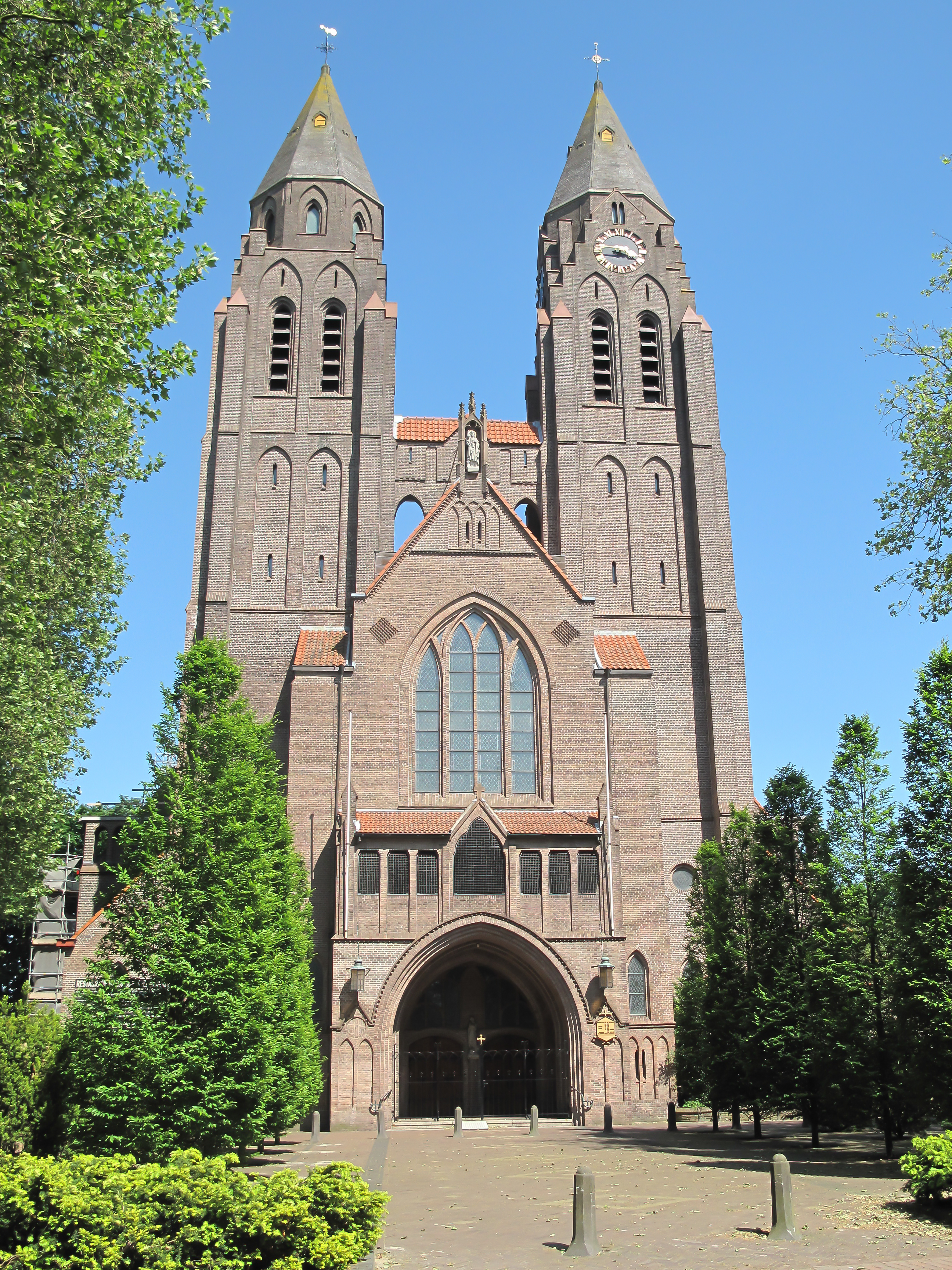
Laren, Basilika: Sint Jansbasiliek.
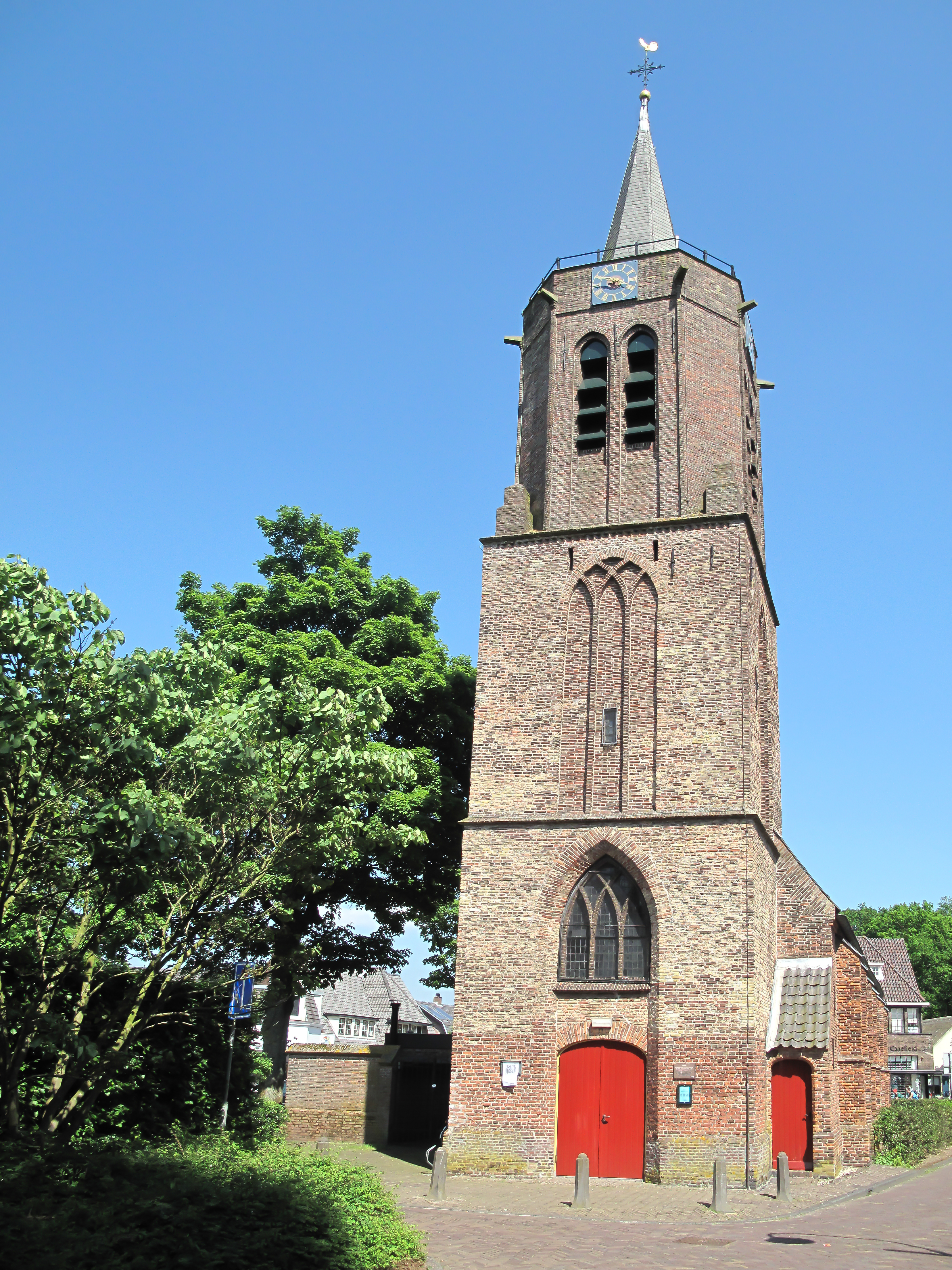
Laren, Kirche: Johanneskerk.
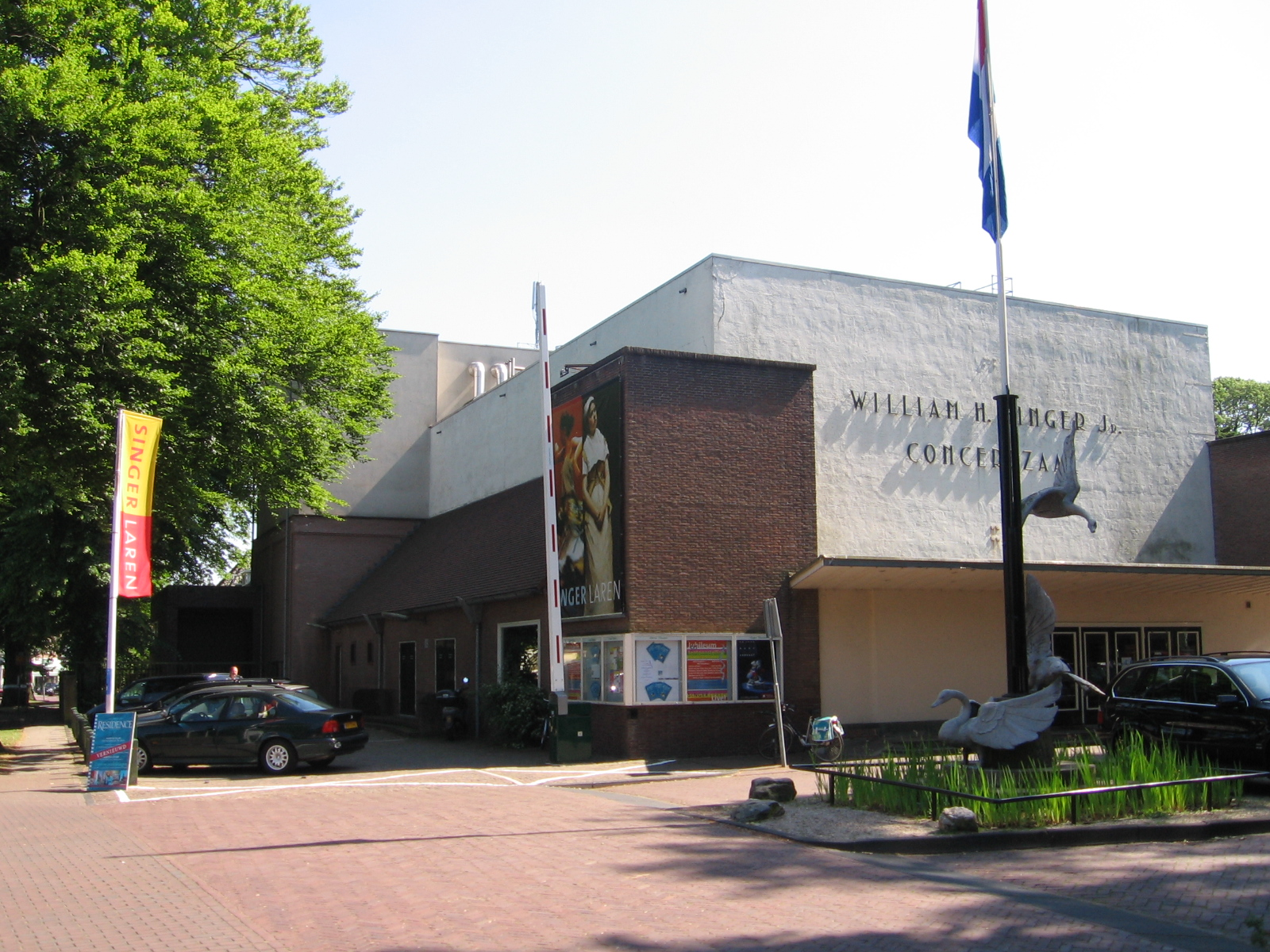
Singer Museum zu Laren mit der Skulptur "Schwäne in Laren".
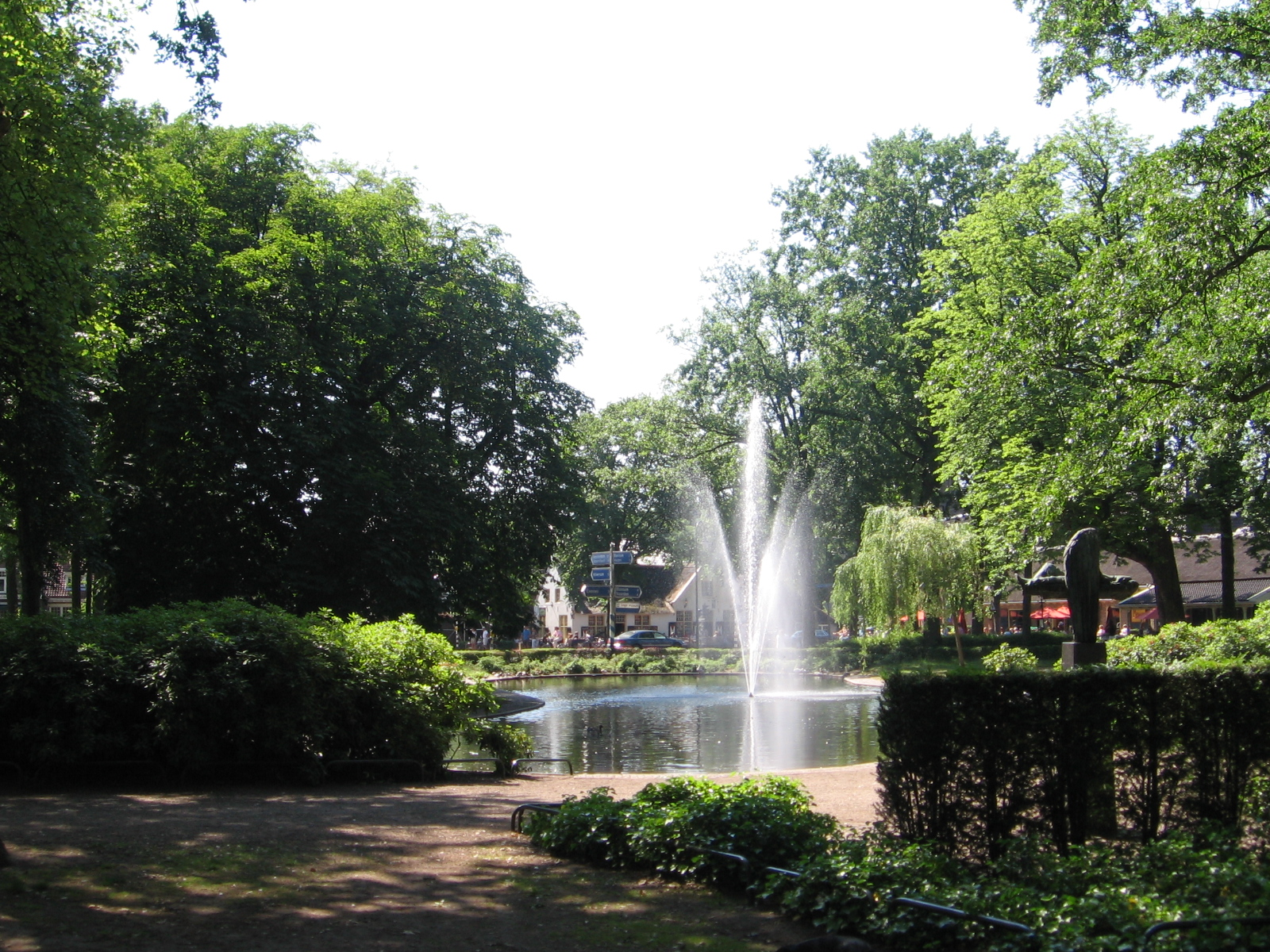
Laren — Brink, der Ortskern.
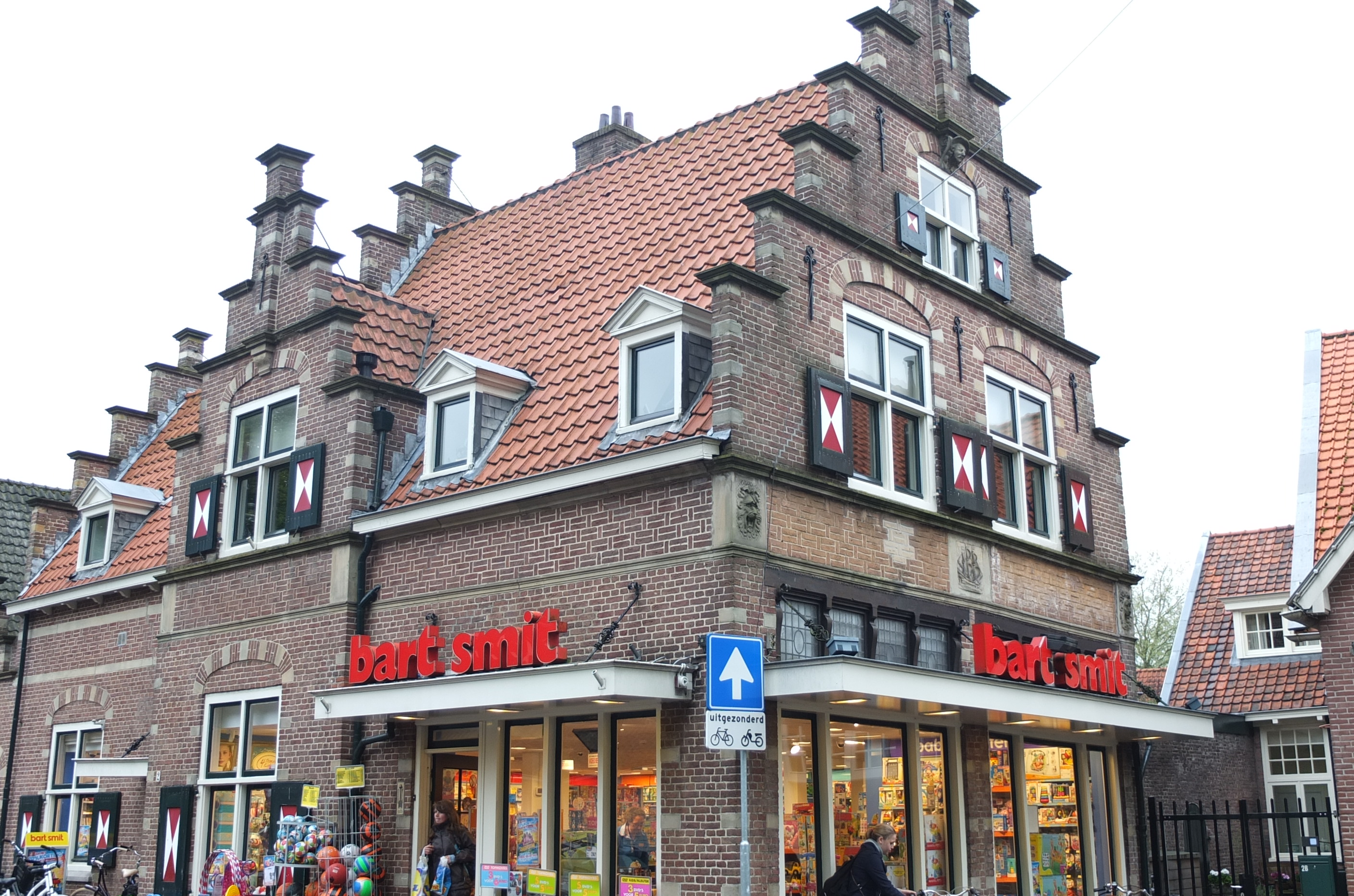
Laren — Backsteinarchitektur.
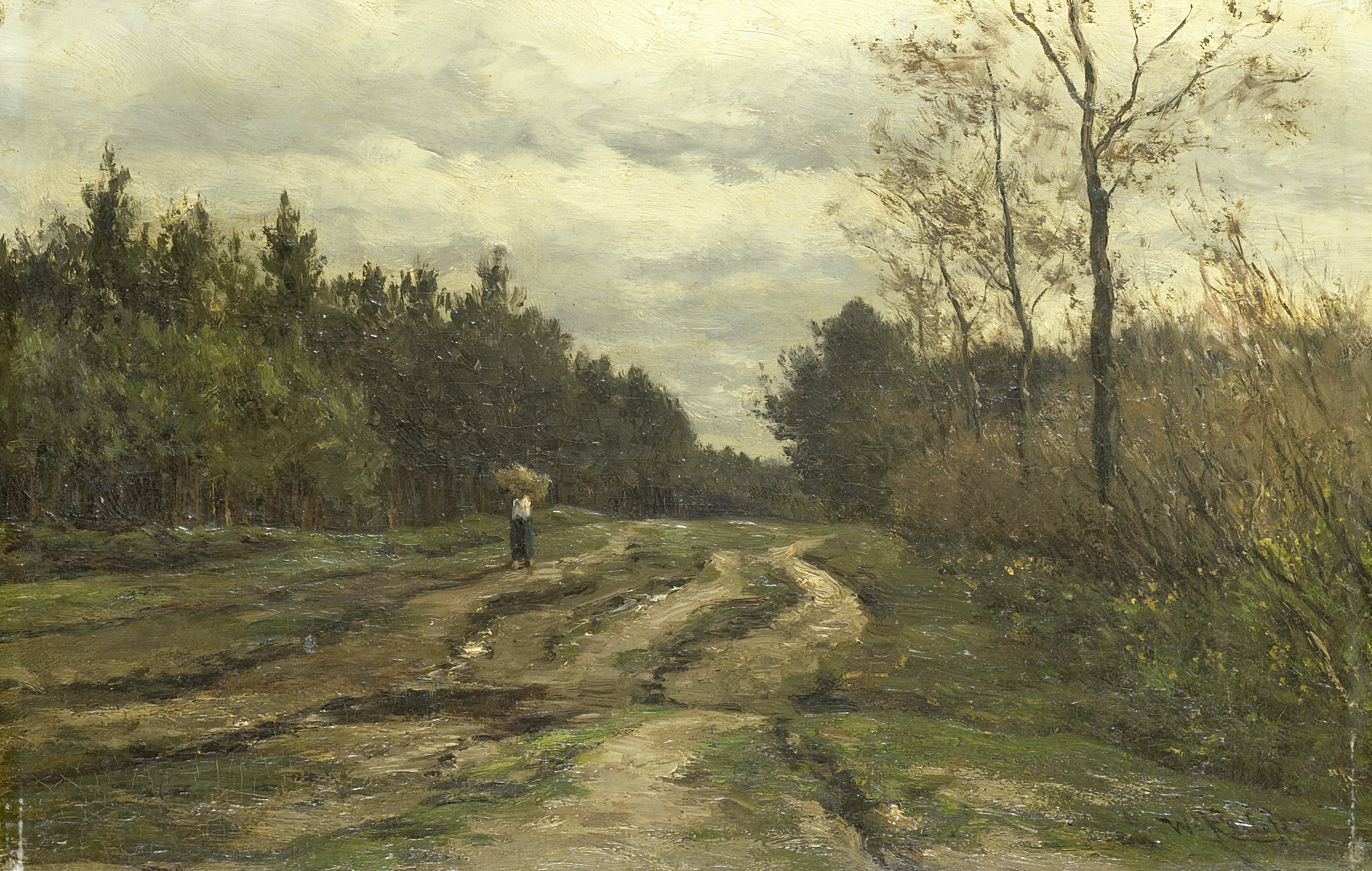
Willem Roelofs (1897/1897): Landweg bei Laren, Rijksmuseum.

## Söhne und Töchter der Stadt
- Henk Zanoli (1923–2015), Rechtsanwalt und Mitglied des niederländischen Widerstands während des Zweiten Weltkriegs
- Pim van Lommel (* 1943), Arzt und Wissenschaftler
- Chris Beckers (* 1953), Fusionmusiker
- Francine Oomen (* 1960), Autorin
- Willemien Aardenburg (* 1966), Hockeyspielerin
- Marcel van der Westen (* 1976), Hürdenläufer
- Eelco Heinen (* 1981), Politiker
- Jacobine Veenhoven (* 1984), Ruderin und Olympionikin
- Jens van ’t Wout (* 2001), Shorttracker
- Jochem Ritmeester van de Kamp (* 2003), Fußballspieler